# Hilmer Lundbeck
Gustaf Hilmer Lundbeck, född 13 augusti 1870 i Uppsala, död 18 juni 1949 i New York, var en svenskamerikansk affärsman.
Hilmer Lundbeck var son till poliskonstapeln Anders Gustaf Hällström. Efter skolstudier i Stockholm kom han 1881 till USA, där han under fem år studerade vid Alston High School. Lundbeck var anställd i bank- och affärsföretag 1886–1893. 1893 deltog han i grundandet av bankirfirman Nielsen & Lundbeck i New York, vilken han från 1920 var ensam ägare till. Han blev 1915 agent för rederiet Svenska Amerika Linien och var 1916–1943 direktör för dess verksamhet i USA och Kanada. Med anledning av sin tjänst hos rederiet blev Lundbeck oväntat restaurangchef på den svenska paviljongen under världsutställningen i New York 1939 där Amerikalinjen ansvarade för driften av restaurang Three Crowns. Åren 1922–1944 var Lundbeck ordförande i Svenska handelskammaren för Amerikas förenta stater. Lundbeck var engagerad i arbetet för sammanhållningen bland svenskamerikanerna och för främjandet av svenska intressen i USA. Han arbetade genom den av svenska handelskammaren i New York utgivna månadspublikationen att skaffa nya avsättningsmöjligheter för svenska varor och tog 1936 initiativet till ett svenskt affärscentrum i Rockefeller Center, New York. Han var också initiativtagare till kryssningsresorna med Svenska Amerika Linjen under mellankrigstiden.